# 바틀렛 (유니버시티 칼리지 런던)
바틀렛 건축 대학(영어: The Bartlett Faculty of the Built Environment)은 영국 유니버시티 칼리지 런던의 건축 교육 기관이다. UCL은 1841년 영국에서 처음으로 건축가를 전문으로 양성하는 대학교를 설립하였으며 이때 최초 기증자인 허버트 바틀렛 경(Sir Herbert Bartlett)의 이름을 따온 것이 바틀렛의 시초이다. 바틀렛(The Bartlett)으로 줄여서 부른다.

## 교육
건축학 (Architecture), 도시계획학 (Planning Studies), 건설 및 도시 계획 프로젝트 관리 (Project Management for Construction and Urban Planning) 그리고 국제개발계획학 (International Development and Planning Studies) 과정을 제공한다.
바틀렛(The Bartlett)은 런던의 AA 스쿨과 오랫동안 학문적 라이벌 관계를 유지해왔다.

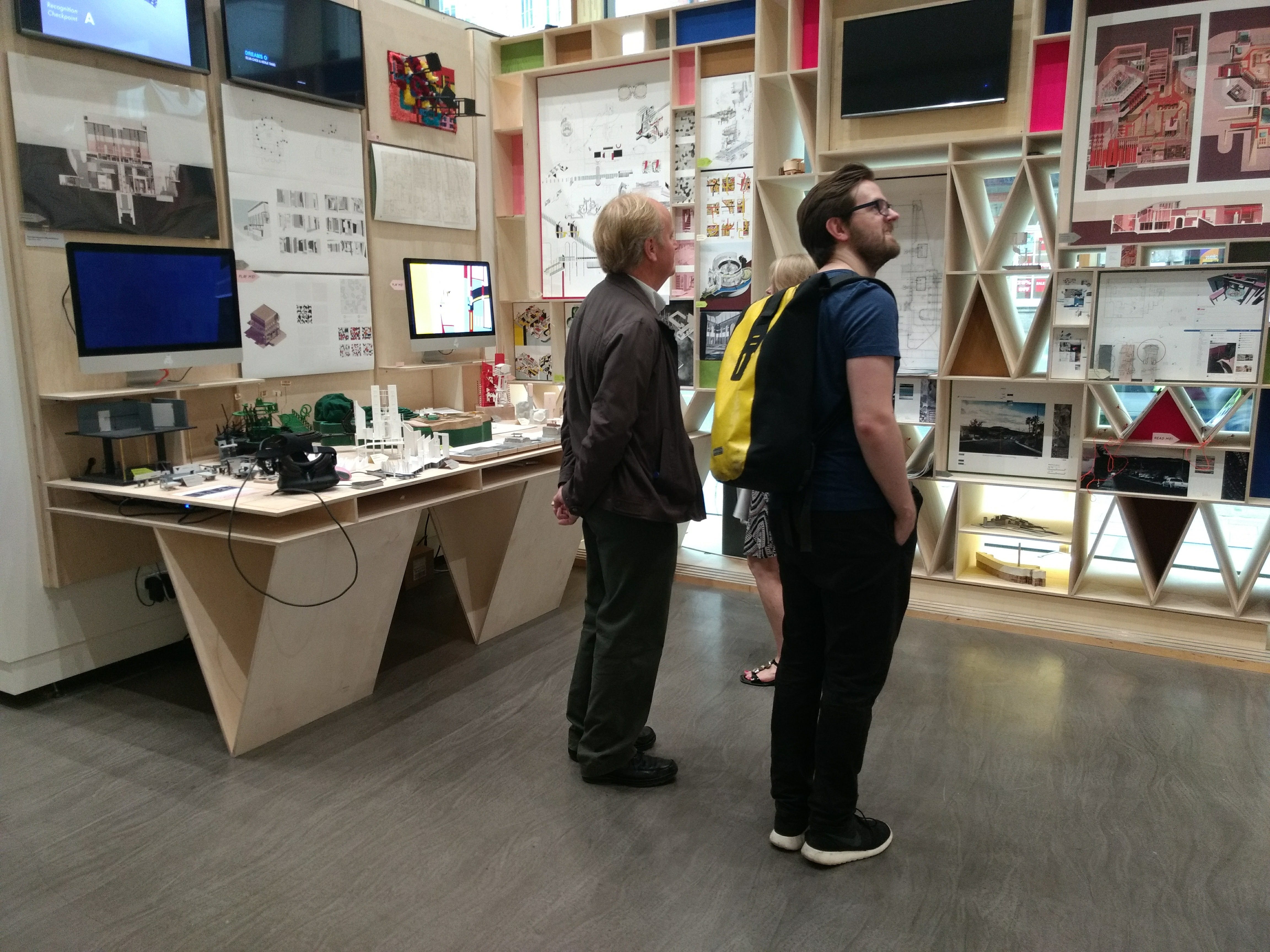
2017년 여름 졸업전시회

## 순위
2006년 세계 건축 계획 분야의 유명 학술지인 영국 건축가 저널은 UCL 바틀렛을 영국 최고의 건축 대학원으로 선정하였으며 QS 세계 대학 랭킹 2015-18년 4년 연속 전 세계 2위의 건축대학으로, 2019년에는 전 세계 1위로 선정되기도 했으나 2020년과 2021년 연달아 2위를 기록했다.
| 순위                                 | 2020 | 2019 | 2018 | 2017 | 2016 | 2015 |
| ------------------------------------ | ---- | ---- | ---- | ---- | ---- | ---- |
| 가디언 대학 정보                     | 2    | 4    | 3    | 2    | 1    | 2    |
| 세계 대학 학술 랭킹 학문 분야별 순위 | 2    | N/A  | N/A  | 2    | N/A  | N/A  |
| QS 세계 대학 랭킹                    | 3    | 1    | 2    | 2    | N/A  | N/A  |
| 컴플리트 유니버시티 가이드           | 4    | 4    | 3    | 4    | 6    | 4    |
| 타임스 고등교육 세계 대학 랭킹       | 5    | 6    | 5    | 4    | 5    | 8    |